# Le Pont japonais
Le Pont japonais (titre original : A Majority of One) est une pièce de théâtre américaine de Leonard Spigelgass de 1959. La pièce de théâtre est adaptée au cinéma en 1961 avec une réalisation de Mervyn LeRoy. Elle est par la suite adaptée en français par Pierre Barillet et Jean-Pierre Grédy, montée au théâtre Antoine, à Paris, en septembre 1978. La mise en scène étant de Gérard Vergez  et les décors de Jacques Noël, pour une durée de 2 heures 10.
La pièce a été jouée à 556 reprises entre le 16 février 1959 et le 25 juin 1960 au Ethel Barrymore Theatre, et au Shubert Theatre, New York. Le film est sorti en décembre 1961 à Los Angeles et en janvier 1962 à New York.

## Argument
C'est l'histoire de Sarah Jacoby, une veuve juive de Brooklyn dont le fils a été tué durant la deuxième guerre mondiale dans le Pacifique, qui rencontre M. Koichi Asano, un riche veuf japonais. La fille de Mrs Jacoby s'oppose à un possible remariage de sa mère. Sarah Jacoby se désespère de savoir sa fille Alice, mariée à un diplomate chrétien d'origine irlandaise, Jerry O'Brien. 

## Distribution

### Distribution originale de la pièce américaine
- Gertrude Berg : Mme Jacoby
- Cedric Hardwicke : Koichi Asano
- Yasuko Adachi
- Ina Balin

### Distribution de la pièce en France en 1978
- Jacqueline Maillan : Sarah Jacoby
- Marcel Cuvelier : M. Asano
- Josine Comellas : Mme Rubin
- Madeleine Damien : Mme Blum
- Patricia Cartier : Alice
- Patrick Raynal : Jerry O'Brien
- Gérard Linsolas : Eddie
- Yumi Fujimori : Mme Ayako
- Shigeak Takahasi : un boy
- Myo-Hue Kim : une servante

## Récompenses et nominations
- Tony Award de la meilleure actrice pour Gertrude Berg dans le rôle de Mrs Jacoby
- Tony Award des meilleurs décors pour Donald Oenslager

Cedric Hardwicke est nommé en tant que meilleur acteur, ainsi que Dore Schary pour la mise en scène.

## Adaptation au cinéma
La pièce a été adaptée au cinéma par son auteur pour la Warner Bros en 1961 sous le titre A Majority of One. Le film est réalisé par Mervyn LeRoy avec dans les rôles principaux Rosalind Russell (Mrs Jacoby), Alec Guinness (Koichi Asano), Madlyn Rhue et Ray Danton, et remporte le Golden Globe du meilleur film ainsi que celui de meilleure actrice pour Rosalind Russell. Le film est nommé aux Oscars en 1962.